# Kepler-63 b
Kepler-63 b est une exoplanète orbitant autour de l'étoile Kepler-63 (KOI-63 de son ancien nom), découverte en 2013.